# 田村邦行
田村 邦行（たむら くにみち）は、江戸時代後期の大名。陸奥国一関藩の第8代藩主。官位は従五位下・右京大夫。

## 生涯
文政3年（1820年）7月23日、第6代藩主・田村宗顕の四男として一関にて誕生した。幼名は棣之丞。
天保6年（1835年）9月1日、元服し顕允（あきちか）と名乗る。天保11年（1840年）8月23日、兄で7代藩主の邦顕が跡取りを残さず死去したため、その末期養子となり、11月30日に家督を相続し、行顕に改名。天保12年（1841年）4月25日には邦行へ再改名した。天保13年（1841年）4月11日、犬山藩主・成瀬正寿の娘・睦を正室に迎える。
藩政においては藩校・教成館の再興や医学館、慎成館の創設、西洋式軍隊や砲術の導入、農政改革など、様々な藩政改革を行って多くの成功を収めたため、名君として称えられた。
安政4年（1857年）2月19日死去。享年38。嫡男の通顕が家督を相続した。

## 系譜
父母
- 田村宗顕（父）
- 縫（慧明院） - 鈴木氏、側室（母）

正室
- 睦（永貞院） - 成瀬正壽の娘

側室
- 睦（清鏡院） - 岡田氏

子女
- 田村通顕（長男） 生母は清鏡院